# 丁绪贤
丁绪贤（1885年—1978年6月20日），字庶为，男，安徽阜阳人，中国近代化学家。

## 生平
丁绪贤出身于末秀才。清德宗光绪三十年（1904年），考入江南高等学堂，参加孙中山领导的反清斗争。1908年春，以安徽第一名考取公费留学英国资格。翌年，赴英入伦敦大学化学系。1910年底回国。1911年初到上海，认识陈淑，并于同年8月结婚，又一同前往英国伦敦大学留学。丁绪贤在伦敦大学前后学习进修六年，师从威廉·拉姆齐、约翰·诺尔曼·科利，1914年获荣誉科学学士学位。之后在伦敦大学研究部继续深造。
1916年冬归国，翌年出任北京高等师范学校化学教师。与王星拱、石瑛等人发起成立中国科学社在国内的分支机构，与吴兴仁等发起成立理化学会，创办《理化杂志》，当选为中国化学会理事，对中国自然科学的发展和科学教育的普及有所促进。1918年，转任北京大学化学系教授、系主任。主张开设学科史的课程，认为学科史是加强科学教育的有力手段；于是收集资料，编写讲义，在中国高校首次开设了化学史课程。1927年，任沈阳东北大学化学系教授。后任安徽大学、苏州东吴大学理学院院长。
抗日战争爆发后，相继在国立广西大学、国立中山大学和国立浙江大学任教。抗战胜利后，随浙江大学返回杭州复校，历任化学系教授、系主任、浙江大学理学院院长，担任分析化学和化学史的讲授。1948年，自费从国外购回实验仪器及试剂，全部捐赠给浙江大学。
中华人民共和国成立后，继续任教于浙江大学，为浙江省第三、四届政协委员，中国民主同盟会员、浙江省化学学会副理事长。毕生从事教学实践，重视实验课教学。他重视教学方法的研究与改进，自制挂图，认真备课。
1978年6月20日病逝，终年94岁。